# جورج ديفيس (لاعب كرة قدم)
جورج ديفيس (بالإنجليزية: George Davis)‏ (5 يونيو 1881 في المملكة المتحدة - 28 أبريل 1969) هو لاعب كرة قدم بريطاني (وحمل سابقاً جنسية المملكة المتحدة لبريطانيا العظمى وأيرلندا) في مركز الهجوم. شارك مع منتخب إنجلترا لكرة القدم. أما مع النوادي، فقد لعب مع ديربي كاونتي.

## وصلات خارجية
- جورج ديفيس على موقع قاعدة بيانات كرة القدم.إي يو (الإنجليزية)
- جورج ديفيس على موقع ناشيونال فوتبول تيمز (الإنجليزية)